# João Onofre
João Onofre (Lisboa, 1976) é um artista visual português, natural de Lisboa. Iniciou os seus estudos na Faculdade de Belas-Artes da Universidade de Lisboa,concluiu o MFA no Colégio Goldsmiths e possui um doutoramento em Arte Contemporânea pelo Colégio das Artes da Universidade de Coimbra.
Iniciou sua carreira em 1998 e desde então é considerado uma referência em Portugal, representando o país por duas ocasiões na Bienal de Veneza e expondo suas obras em significativos lugares, tais como a Fundació Joan Miró, em Barcelona, o Palais de Tokyo, em Paris e o Museu de Arte, Arquitetura e Tecnologia de Lisboa. Foi distinguido com o Prêmio União Latina em 2001.

## Carreira
João Onofre possui formação em pintura pela Faculdade de Belas-Artes da Universidade de Lisboa e um mestrado pelo Colégio Goldsmiths, em Londres, tendo concluído um Doutoramento em Arte Contemporânea no Colégio das Artes da Universidade de Coimbra. Atualmente ocupa um cargo no corpo docente na primeira instituição de ensino.
Iniciou sua carreira em 1998 e realizou sua primeira exposição individual três anos depois, na galeria I-20 de Nova Iorque. Por duas ocasiões representou Portugal na Bienal de Veneza, em 2001 e 2010. Na primeira ocasião, surgiu como destaque de Harald Szeemann, enquanto o seu filme "Sem Título (SUN 2500)", sobre uma obra de Ricardo Bak Gordon, foi exibido na edição de 2010. Desde então, contém exposições no MOMA Contemporary Art Center, Nova Iorque; no Museu Nacional de Arte Contemporânea do Chiado, Lisboa; na Fundació Joan Miró, Barcelona e no Palais de Tokyo, Paris.
Já no ano de 2019, protagoniza Once in a Life Time [Repeat], uma exposição antológica que aborda os últimos quinze anos da carreira do artista. Sobre esta, o artista considerou como um momento "gratificante", porque foca nas diversas fases de suas obras e "mostra as ligações que se mantiveram ao longo dos anos."

## Estilo
Os vídeos representam os principais trabalhos de João Onofre; contudo, o artista também utiliza de outras formas de artes, tais como desenhos e fotografias. Bruno Horta, do periódico Observador, observa o diálogo entre cultura pop e erudita, assim como a "importância da circularidade e da repetição, a omnipresença das ideias de finitude, falta, fracasso e erro." O contribuinte do Público José Marmeleira ressalva um "ponto de vista cínico e irônico" nas obras mais antigas; contudo, uma mudança mais empática pode ser vista nas obras da exposição Once in a Life Time [Repeat]. Já a contribuinte Emília Tavares, do Museu Nacional de Arte Contemporânea do Chiado, escreve:
o artista elabora uma reflexão sobre as relações entre a cultura, a sociedade e a arte. A natureza da cultura e os seus processos de transmissão ocupam a maior parte do seu processo criativo, revelando as disrupções inerentes à sua mediacção. O seu trabalho revela a tensão dum mundo híper mediatizado, o nonsense duma realidade ficcionada, e a espiral referencial que domina a cultura contemporânea.